# Darien Nelson-Henry
Darien Nelson-Henry (Kirkland, Washington, 17 de febrero de 1994) es un jugador de baloncesto con nacionalidad estadounidense. Con 2,11 metros de altura juega en la posición de pívot. Actualmente forma parte de la plantilla de los Leicester Riders de la British Basketball League.

## Trayectoria
Es un pívot formado en Lake Washington High School de su ciudad natal, hasta que en 2012 ingresa en la Universidad de Pensilvania, situada en Filadelfia, donde jugaría durante cuatro temporadas la NCAA con los Pennsylvania Quakers, desde 2012 a 2016.
Tras no ser elegido en el Draft de la NBA de 2016, en el mes de julio fichó por el Siarka Jezioro Tarnobrzeg de la loga polaca.
En la temporada 2017-18, firma por el UBSC Raiffeisen Graz de la Admiral Basketball Bundesliga, la máxima categoría del baloncesto austríaco.
En la temporada 2018-19, firma por el ECE Bulls Kapfenberg de la Admiral Basketball Bundesliga, la máxima categoría del baloncesto austríaco.
El 14 de agosto de 2019, se convierte en jugador del OKK Sloboda Tuzla de la Liga de baloncesto de Bosnia y Herzegovina.
El 20 de octubre de 2019, firma por los Leicester Riders de la British Basketball League. Nelson-Henry iría renovando contratos en las siguientes tres temporadas para seguir jugando en el conjunto inglés.